# Naprzód (film)
Naprzód (ang. Onward) – amerykański animowany komputerowo film przygodowy fantasy wytwórni Pixar z 2020 roku. Film wyreżyserował Dan Scanlon, który razem z Jasonem Headleyem i
Keithem Buninem napisał też scenariusz.

## Fabuła
Nastoletni bracia Ian i Barley Lightfootowie są elfami w świecie, gdzie magia została porzucona na rzecz technologii, w związku z czym prowadzą życie dość podobne do naszego. Ich ojciec dawno zmarł z powodu nieznanej choroby, lecz okazuje się, że dzięki magii można go przywrócić do życia, choć tylko na jeden dzień. Zaklęcie zostaje jednak przerwane w połowie i bohaterowie wyruszają w podróż, by je dokończyć.

## Obsada
| Aktor               | Postać           |
| ------------------- | ---------------- |
| Tom Holland         | Ian Lightfoot    |
| Chris Pratt         | Barley Lightfoot |
| Julia Louis-Dreyfus | Laurel Lightfoot |
| Octavia Spencer     | The Manticore    |
| Mel Rodriguez       | Colt             |
| Kyle Bornheimer     | Wilden Lightfoot |
| Lena Waithe         | Specter          |
| Ali Wong            | Gore             |
| Grey Griffin        | Dewdrop          |
| Tracey Ullman       | Grecklin         |
| Wilmer Valderrama   | Gaxton           |
| George Psarras      | Corvo            |
| John Ratzenberger   | Fenwick          |

### Wersja polska[3]
- Jakub Gawlik - Janko Mrygacz
- Paweł Małaszyński - Bogdan Mrygacz
- Grzegorz Damięcki - Iwo Mrygacz
- Aneta Todorczuk-Perchuć - Jagoda Mrygacz
- Edyta Olszówka - Mantykora
- Michał Piela - Sierżant Obrok
- Katarzyna Dąbrowska - Sierżant Oczko
- Wojciech Brzeziński - Kolega Taty

## Premiera
Premiera filmu miała miejsce 21 lutego 2020 na festiwalu w Berlinie (Berlinale). W kinach, zarówno w USA jak i w Polsce, pojawił się 6 marca tego samego roku.

## Odbiór

### Box office
Budżet filmu jest szacowany na 175-200 milionów dolarów. W Stanach Zjednoczonych i Kanadzie film zarobił ponad sześćdziesiąt jeden i pół mln USD, w innych krajach przychody ponad 80 mln, a łączny przychód z biletów wyniósł prawie 142 miliony dolarów.

### Krytyka w mediach
Film spotkał się z pozytywną reakcją krytyków. W agregatorze recenzji Rotten Tomatoes 88% z 325 recenzji jest pozytywne, a średnia ocen wystawionych na ich podstawie wyniosła 7,20. Z kolei w agregatorze Metacritic średnia ważona ocen z 56 recenzji wyniosła 61 punktów na 100.
Pete Hammond ocenił film pozytywnie, choć przyznał, że Onward nie dorównuje wcześniejszym filmom studia Pixar, jak Toy Story. Docenił szczególnie role Hollanda i Spencer oraz stronę graficzną dzieła.

## Cenzura
W jednej ze scen pojawia się postać policjantki-cyklopki, która w pewnym momencie wspomina o "córce swojej dziewczyny" (My girlfriend's daughter) sugerując, że jest lesbijką. Z tego względu film został zakazany w Kuwejcie, Omanie, Katarze i Arabii Saudyjskiej. W polskim dubbingu filmu przetłumaczono wspomnianą kwestię postaci na  "moja pasierbica", co wywołało oskarżenia o umyślną cenzurę wątków LGBT w filmie.